# Marc Titini (pretor)
Marc Titini (en llatí: Marcus Titinius) va ser un magistrat romà del segle ii aC. Formava part de la gens Titínia, una antiga gens romana d'origen plebeu.
Va ser pretor l'any 178 aC i va rebre la província d'Hispània Citerior amb el càrrec de procònsol. Va continuar governant-la durant quatre anys fins al 174 aC.
L'any 171 aC va ser acusat de malversació durant el seu govern a Hispània, però en va sortir absolt.